# 稲毛重成
稲毛 重成（いなげ しげなり）は、平安時代末期から鎌倉時代初期の武将。鎌倉幕府の御家人。桓武平氏の流れを汲む秩父氏の一族。武蔵国稲毛荘を領した。父は小山田氏の祖小山田有重・源頼朝は義兄弟、小山田有重、畠山重忠は従兄弟にあたる。

## 生涯
当初、小山田重成を名乗る。父・有重は兄の畠山重能と共に秩父一族の争いである大蔵合戦において勢力を強め、保元の乱・平治の乱後に平家の郎党として在京した。
治承4年（1180年）8月の伊豆における源頼朝挙兵では平家方として頼朝と敵対したが、同年10月、隅田川の長井の渡しにおいて、畠山重忠ら秩父一族と共に頼朝に帰伏し、御家人として東国に下向したと見られている。その後、頼朝の正室・政子の妹（稲毛女房）を妻に迎える。
多摩丘陵に所在した武蔵稲毛荘は保元の乱以前に立荘され、重成は頼朝からこれを安堵され進出する。『吾妻鏡』において重成は榛谷御厨に進出した弟の重朝とともに「小山田」姓で呼ばれているが、寿永3年（1184年）以降には「稲毛」姓で呼ばれ、この頃に進出したと見られている。また、同荘の枡形山に枡形城（現生田緑地）を築城したという。
『吾妻鏡』に拠れば、養和元年（1181年）、前年に所領として加えられた多磨郡の土地が、本来は平太弘貞の所有である事が発覚し、頼朝の怒りを受ける。『吾妻鏡』に拠れば翌養和2年4月5日に頼朝が江ノ島参詣の帰路に金洗沢において催した牛王物に際して恩賞を賜っており、この頃には赦免したと見られている。文治3年（1187年）、弓術の行事に参加し、源頼朝より弓三張が下賜される。神鳥前川神社を創立。
治承・寿永の乱においては秩父一族は畠山重忠、重成・重朝兄弟らが東国へ参陣しており、重成は重朝とともに寿永3年（1184年）正月の木曾義仲追討において宇治方面を進んだ源範頼の軍に加わっており、続く一ノ谷の戦いにおいても活躍している。
文治元年（1185年）10月、頼朝の弟義経は後白河法皇と結び頼朝に反旗し、同年11月12日には義経の舅である河越重頼が所領を没収され殺害されている。これにより秩父氏の家督は畠山重忠が継承し、重成の立場も向上したと見られている。文治5年（1189年）7月には、重朝とともに義経を匿った奥州藤原氏の討伐に参陣する（奥州合戦）。建久元年（1190年）の頼朝上洛に供奉。
建久6年（1195年） 6月、 頼朝の再上洛に随行し、その帰路、美濃国で妻の危篤を知る。頼朝から駿馬が下賜され急ぎ本領へもどる。同年7月、妻の病没を悲しみ出家して法名を道全と名乗った。以降、稲毛入道、小沢入道と呼ばれる。
建久9年（1198年）、 重成は亡き妻のために相模川に橋をかけたが、この橋の落成供養に出席した頼朝は、帰りの道中で落馬し、間もなく死去している。なお、1923年（大正12年）に関東大震災の液状化現象によって茅ヶ崎市下町屋1丁目の地中から出現した「旧相模川橋脚」（国の史跡および天然記念物）は、重成が架橋したこの橋ではないかと考えられている。
元久2年（1205年）6月22日、畠山重忠の乱が起こり、北条時政の謀略によって従兄弟の重忠が滅ぼされると、その原因は重成の謀略によるもので、重成が舅の時政の意を受けて無実の重忠を讒言したとされ、翌23日、三浦義村によって弟の榛谷重朝、その子・太郎重季、次郎秀重が謀殺され、重成は大河戸行元によって殺害された。子の小沢重政は宇佐美祐村に討たれた。
11月3日、一族の小沢信重が乳母夫を務める2歳の姫を伴って京から鎌倉を訪れる。姫は源師季（綾小路師季）と重成の娘の間の子で、北条時政の外曾孫であった。重成の災禍を恐れて隠れ住んでいたが、哀れんだ政子が綾小路の姫を自身の猶子として、重成の遺領武蔵国小沢郷を与えた。また、一族の大半が讃岐国に落ち延びて、現在の香川県仲多度郡まんのう町には稲毛姓が多く残っている。
墓所は神奈川県川崎市多摩区の館跡と伝わる広福寺にある。